# Roztoky (Svidník)
Roztoky es un municipio del distrito de Svidník en la región de Prešov, Eslovaquia, con una población estimada a final del año 2024 de 454 habitantes.
Se encuentra ubicado en el centro-norte de la región, cerca del río Ondava (cuenca hidrográfica del río Tisza) y de la frontera con  Polonia.

## Demografía
| Año        | 1994 | 2004     | 2014     | 2024     |
| ---------- | ---- | -------- | -------- | -------- |
| Población  | 228  | 276      | 386      | 454      |
| Diferencia |      | +21,05 % | +39,85 % | +17,61 % |

| Año        | 2023 | 2024    |
| ---------- | ---- | ------- |
| Población  | 446  | 454     |
| Diferencia |      | +1,79 % |